# Тачурі-сірочуб
Тачу́рі-сірочу́б (Polystictus) — рід горобцеподібних птахів родини тиранових (Tyrannidae). Представники цього роду мешкають в Південній Америці.

## Таксономія і систематика
Молекулярно-генетичне дослідження, проведене Телло та іншими в 2009 році дозволило дослідникам краще зрозуміти філогенію родини тиранових. Згідно із запропонованою ними класифікацією, рід Тачурі-сірочуб (Polystictus) належить до родини тиранових (Tyrannidae), підродини Еленійних (Elaeniinae) і триби Elaeniini. До цієї триби систематики відносять також роди Еленія (Elaenia), Жовтоголовий тиран (Tyrannulus), Тиранець (Myiopagis), Сивий тиранчик (Suiriri), Жовтий тиранчик (Capsiempis), Тиран-крихітка (Phyllomyias), Бурий тиранчик (Phaeomyias), Кокосовий мухоїд (Nesotriccus), Перуанський тиранець (Pseudelaenia), Тиранчик-довгохвіст (Mecocerculus), Торилон (Anairetes), Гострохвостий тиранчик (Culicivora), Дорадито (Pseudocolopteryx) і Тираник (Serpophaga).

## Види
Виділяють два види:
- Тачурі-сірочуб темногорлий (Polystictus pectoralis)
- Тачурі-сірочуб бразильський (Polystictus superciliaris)

## Етимологія
Наукова назва роду Polystictus походить від сполучення слів дав.-гр. πολυς — багато і στικτος — цяткований.